# Graffiti Bridge (альбом Прінса)
Graffiti Bridge — дванадцятий студійний альбом (саундтрек до однойменного фільму) американського співака та композитора Прінса, випущений 21 серпня 1990 року на лейблі Warner Bros. Records та Paisley Park Records.
Сам альбом був сприйнятий набагато краще, ніж однойменний фільм. Він зайняв шосту сходинку в чартах США та був третім хітом (після Lovesexy та Batman) у Великій Британії). Майже кожна пісня була створена особисто Прінсом, незважаючи на велику кількість гостьових музикантів та співаків на альбомі. Хітами альбому стали «Thieves in the Temple» та «New Power Generation». В останній святкувалося створення нового гурту Прінса, «The New Power Generation». Пісня «Can't Stop This Feeling I Got» була випущена лише на території Філіппін.

## Список композицій
| #   | Назва                           | Виконавець                        | Тривалість |
| --- | ------------------------------- | --------------------------------- | ---------- |
| 1.  | «Can't Stop This Feeling I Got» | Прінс                             | 4:24       |
| 2.  | «New Power Generation, Part 1»  | Прінс та The New Power Generation | 3:39       |
| 3.  | «Release It»                    | The Time                          | 3:54       |
| 4.  | «The Question of U»             | Прінс                             | 3:59       |
| 5.  | «Elephants & Flowers»           | Прінс                             | 3:54       |
| 6.  | «Round and Round»               | Тевін Кемпбелл                    | 3:55       |
| 7.  | «We Can Funk»                   | Прінс та Джордж Клінтон           | 5:28       |
| 8.  | «Joy in Repetition»             | Прінс                             | 4:53       |
| 9.  | «Love Machine»                  | The Time та Еліза Фіорілло        | 3:34       |
| 10. | «Tick, Tick, Bang»              | Прінс                             | 3:31       |
| 11. | «Shake!»                        | The Time                          | 4:01       |
| 12. | «Thieves in the Temple»         | Prince                            | 3:19       |
| 13. | «The Latest Fashion»            | The Time та Прінс                 | 4:02       |
| 14. | «Melody Cool»                   | Мавіс Степлс                      | 3:39       |
| 15. | «Still Would Stand All Time»    | Прінс                             | 5:23       |
| 16. | «Graffiti Bridge»               | Прінс                             | 3:51       |
| 17. | «New Power Generation, Part 2»  | Прінс та The New Power Generation | 2:57       |